# Okpamen Egbobamien
Okpamen Egbobamien – nigeryjski zapaśnik walczący w stylu wolnym. Zajął 22 miejsce na mistrzostwach świata w 1991. Mistrz igrzysk afrykańskich w 1991. Zdobył trzy medale na mistrzostwach Afryki, w tym srebrny w 1994 roku.